# У Сирії
«У Сирії» (англ. In Syria — міжнародна назва; Insyriated — оригінальна назва) — бельгійсько-французький драматичний фільм 2017 року, поставлений режисером Філіппом ван Леу. Світова прем'єра відбулася 11 лютого 2017 року на 67-му Берлінському міжнародному кінофестивалі де фільм брав участь в програмі секції «Панорама» та отримав Приз глядацьких симпатій Стрічка була номінована в 6-ти категоріях на здобуття бельгійської національної кінопремії «Магрітт» та отримала 5 нагород .

## Сюжет
Фільми охоплює 24 години з життя сирійців, через громадянську війну замкнутих у дамаській квартирі, яку рішуча Оум Язан (Хіам Аббасс) перетворила на тиху гавань для родини та сусідів. Ця жінка відчайдушно намагається вести звичайне життя для захисту своєї маленької общини, а все те, що відбувається поза квартирою — не помічати. Але рано чи пізно навіть Оум доведеться прийняти дійсність.

## У ролях
| • Хіам Аббасс      | … | Оум Язан   |
| • Діаманд Бу Аббуд | … | Халіма     |
| • Жульєтт Невіс    | … | Делані     |
| • Мохсен Аббас     | … | Абу Монзер |
| • Мустава Аль Кар  | … | Самір      |
| • Алічссар Кагаду  | … | Яра        |
| • Нінар Галабі     | … | Алія       |

## Знімальна група
- Автор сценарію — Філіпп ван Леу
- Режисер-постановник — Філіпп ван Леу
- Продюсери — Гійом Маландрен, Серж Зейтун
- Виконавчий продюсер — Марк Гойєнс
- Асоційований продюсер — Філіпп Лоґі
- Співпродюсери — Жак-Анрі Бронкар, Олів'є Бронкар, Томас Лейєрс, П'р Сарраф
- Оператор — Вірджиньї Сурдай
- Композитор — Жан-Люк Фафша
- Монтаж — Гледіс Жужу
- Художник-постановник — Кеті Лебрун
- Художник з костюмів — Клер Дюб'є

## Нагороди та номінації
Список не є вичерпним
| Список нагород та номінацій              | Список нагород та номінацій | Список нагород та номінацій                     | Список нагород та номінацій | Список нагород та номінацій | Список нагород та номінацій |
| Кінофестиваль/Кінопремія                 | Рік                         | Категорія                                       | Номінант(и)                 | Результат                   | Дж                          |
| ---------------------------------------- | --------------------------- | ----------------------------------------------- | --------------------------- | --------------------------- | --------------------------- |
| Берлінський міжнародний кінофестиваль    | 2017                        | Приз глядацьких симпатій — Панорама             | У Сирії                     | Перемога                    |                             |
| Берлінський міжнародний кінофестиваль    | 2017                        | Приз Label Europa Cinemas                       | Філіпп ван Леу              | Перемога                    |                             |
| Каїрський міжнародний кінофестиваль      | 2017                        | Золота піраміда за найкращий фільм              | У Сирії                     | Номінація                   |                             |
| Каїрський міжнародний кінофестиваль      | 2017                        | Срібна піраміда найкращій акторці               | Діаманд Бу Аббуд            | Перемога                    |                             |
| Стокгольмський міжнародний кінофестиваль | 2017                        | Бронзовий кінь за найкращий фільм               | У Сирії                     | Номінація                   |                             |
| Премія «Магрітт»                         | 3.02.2018                   | Найкращий фільм                                 | У Сирії                     | Номінація                   | [ 7 ] [ 10 ] [ 8 ]          |
| Премія «Магрітт»                         | 3.02.2018                   | Найкращий режисер                               | Філіпп ван Леу              | Перемога                    | [ 7 ] [ 10 ] [ 8 ]          |
| Премія «Магрітт»                         | 3.02.2018                   | Найкращий оригінальний або адаптований сценарій | Філіпп ван Леу              | Перемога                    | [ 7 ] [ 10 ] [ 8 ]          |
| Премія «Магрітт»                         | 3.02.2018                   | Найкращий оператор                              | Вірджиньї Сурдай            | Перемога                    | [ 7 ] [ 10 ] [ 8 ]          |
| Премія «Магрітт»                         | 3.02.2018                   | Найкраща оригінальна музика                     | Жан-Люк Фафша               | Перемога                    | [ 7 ] [ 10 ] [ 8 ]          |
| Премія «Магрітт»                         | 3.02.2018                   | Найкращий звук                                  | Поль Імо та Алек Гос        | Перемога                    | [ 7 ] [ 10 ] [ 8 ]          |
| Премія «Люм'єр»                          | 5.02.2018                   | Найкращий франкомовний фільм                    | У Сирії                     | Перемога                    | [ 11 ]                      |
| Премія «Люм'єр»                          | 5.02.2018                   | Найкраща акторка                                | Хіам Аббасс                 | Номінація                   | [ 11 ]                      |